# Russkije Gorki

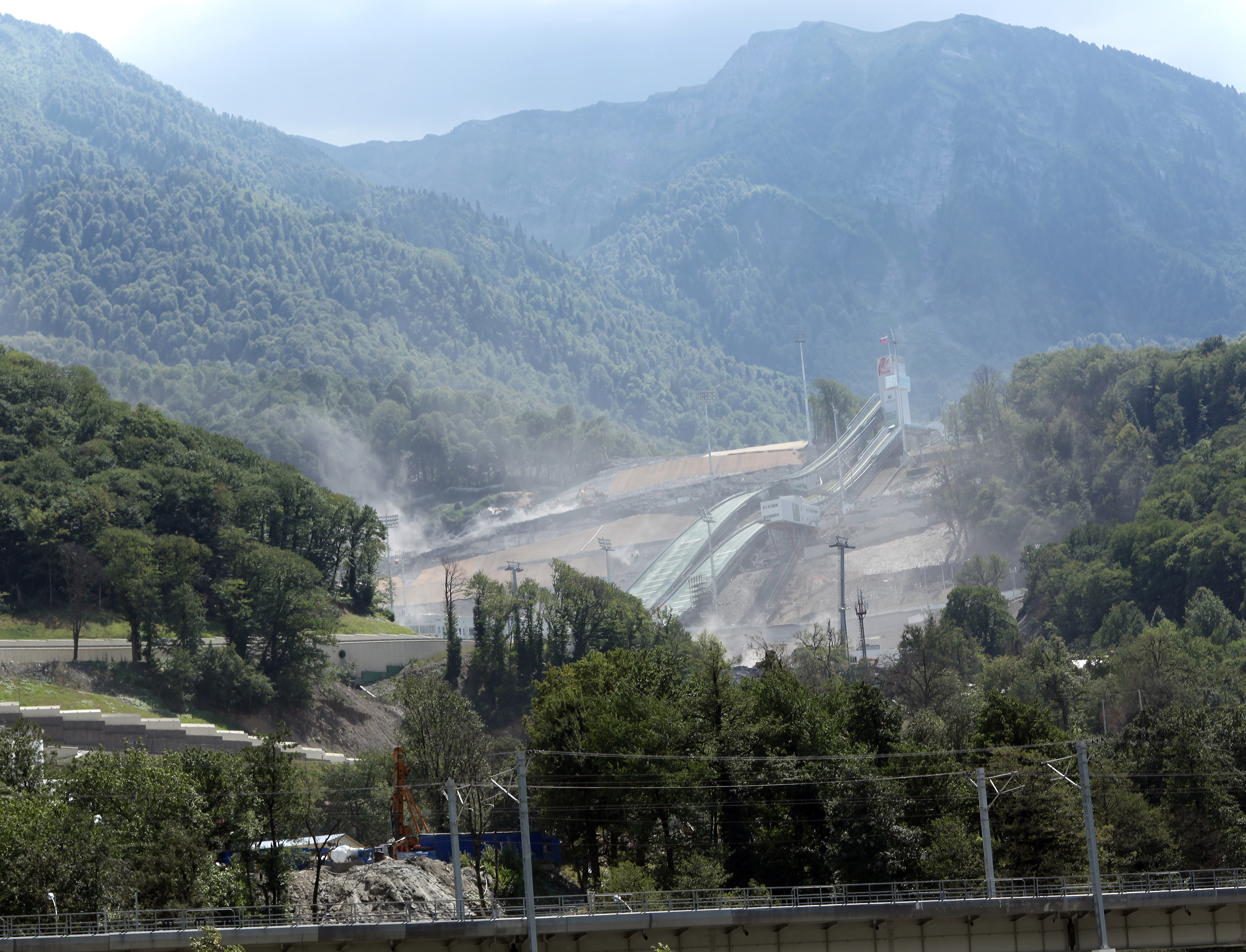
Výstavba skokanského můstku v roce 2013

Russkije Gorki (plným názvem rusky Комплекс для прыжков с трамплина «Русские Горки» – Kompleks dlja pryžkov s tramplina „Russkije Gorki“) je středisko skokanského lyžování v Estosadoku v Soči v Rusku. Leží jižně nad údolím Mzymty východně od Krasné Poljany. Proběhla zde rozsáhlá výstavba v souvislosti s přípravou na zimní olympijské hry 2014, kdy se zde odehrály zejména závody ve skocích na lyžích. Již předtím zde ale v červenci 2012 proběhly závody Kontinentálního poháru ve skocích na lyžích a v prosinci 2012 závody Světového poháru ve skocích na lyžích.